# École nationale d'agriculture de Meknès
L'Ecole Nationale d'Agriculture de Meknès (ENA Meknès ou ENAM) est un établissement public marocain d'enseignement supérieur agronomique, du développement rural et de la recherche scientifique, situé à Meknès. L'ENA a été créée en 1942, lors du protectorat français du Maroc, sous le nom de l’école marocaine d'agriculture et avec un cycle de Bac+2 au début; l'école assurait à l'époque la formation de techniciens agricoles .

## Présentation
Située à 10 km au sud-est de la ville de Meknès, l'école nationale d'agriculture est un établissement public doté de l’autonomie financière et morale sous la tutelle du ministère de l’agriculture et de la pêche maritime. L’ENA a le privilège d’être le premier établissement d’enseignement supérieur agricole créé au Maroc. Elle a formé des centaines de cadres agricoles qui ont contribué très tôt au développement agricole du Maroc et d'autres pays. Aujourd’hui, l’ENA est une institution aux dimensions internationales ; outre la formation des ingénieurs agronomes, elle contribue à la recherche dans tous les domaines de l’agriculture et du développement rural. En effet, sa situation dans l’une des principales régions agricoles du pays lui confère une large ouverture sur tous les types d’agriculture et lui ouvre de grandes possibilités pour la formation et la recherche.

## Formation
(février 2021).
Durant ses 72 ans d’existence, l’ENA a connu la succession de quatre programmes de formations d’ingénieurs ciblés chacun vers des besoins spécifiques exprimés par l’autorité gouvernementale chargée de l’agriculture. A la fin 2009, l’ENA a formé 2.733 lauréats dont 393 étrangers. Depuis la publication de la loi no 01-00 portante organisation de l’enseignement supérieur promulguée par le dahir no 1.00.199 du 15 safar 1421 (19 mai 2000), l’ENA a engagé une réflexion suivie par la mise en œuvre de la réforme aussi bien de son système de formation que de son système d’organisation et institutionnel.
Sur le plan pédagogique, le cursus de formation d’ingénieur s’étalant sur cinq ans après le baccalauréat s’organise comme suit : 
- Cycle préparatoire : 2 ans
- Cycle d’ingénieur : 3 ans

Les deux  premières années sont destinées à consolider les connaissances de l’étudiant en sciences fondamentales de base et à  l’initier à la réalité du monde rural. Quant au cycle d’ingénieur, il permet à l’étudiant d’acquérir une formation au niveau de l’agronomie général et lui offre une formation spécialisée dans les options existantes et qui sont : 
- Arboriculture Fruitière, Oléiculture et Viticulture
- Ingénierie Agro-Economique
- Ingénierie du Développement Rural
- Productions Animales et Pastoralisme
- Protection des Plantes et de l’Environnement
- Sciences et Techniques des Productions Végétales

Egalement, le nouveau cursus de formation organisé en modules et programmés en semestres offre une nouvelle possibilité pour l’étudiant de capitaliser les crédits acquis. Tout au long de ce cursus, quatre stages pratiques sont programmés en vue de renforcer et de faciliter son insertion professionnelle. Outre la formation académique et les stages pratiques, l’étudiant doit réaliser un Projet de fin d’études (PFE) qui couronne le cursus de formation. Ce projet  qui se déroule sur un semestre sera utilisé pour faciliter l’insertion du futur lauréat dans le marché du travail ou pour l’aider à créer sa propre entreprise.
Par ailleurs, la nouvelle réforme ouvre la voie à l’ENA d’accréditer de nouvelles filières d’ingénieurs ou des formations de mastère et de doctorat dans ses domaines de compétence en vue de répondre aux besoins du marché en matière d’emploi.
Parallèlement, l’ENA a réformé de son organisation en mettant en place les organes de gouvernances prônés par la loi 01-00 à savoir, le conseil d’établissement et la commission scientifique. Il convient de mentionner que le conseil d’établissement compte parmi ses membres, des personnalités extérieures désignés par le ministre de l’agriculture et de la pêche maritime et des représentants élus par les différentes catégories du personnel d’une part et par les étudiants des différents cycles d’études.